# Bahnhof Berlin-Schönholz
Der Bahnhof Berlin-Schönholz (ⓘ) ist ein an der Berliner Nordbahn gelegener S-Bahnhof der Berliner S-Bahn. Westlich des Bahnhofs zweigt die Kremmener Bahn ab. Die Berliner Ortslage Schönholz des Bezirks Pankow grenzt an den Bahnhof. Der Bahnhof selbst liegt im Ortsteil Reinickendorf des gleichnamigen Bezirks.
Nordöstlich des S-Bahnsteigs befindet sich die denkmalgeschützten Anlagen des Güterbahnhofs Schönholz. Auch der S-Bahnhof steht unter Denkmalschutz.

## Geschichte
Der Bahnhof wurde am 10. Juli 1877 unter dem Namen Reinickendorf eröffnet. Er hatte ursprünglich nur einen Außenbahnsteig. 1878 wurde die Station in Schönholz (Reinickendorf) umbenannt. Im Jahr 1884 wurde die Station erneut umbenannt in Schönholz-Reinickendorf. 1893 wurde der Außenbahnsteig durch einen Mittelbahnsteig ersetzt und gleichzeitig wurde mit Eröffnung der Kremmener Bahn der Bahnhof zum Umsteigebahnhof. 1896 bekam der Bahnhof ein Empfangsgebäude.

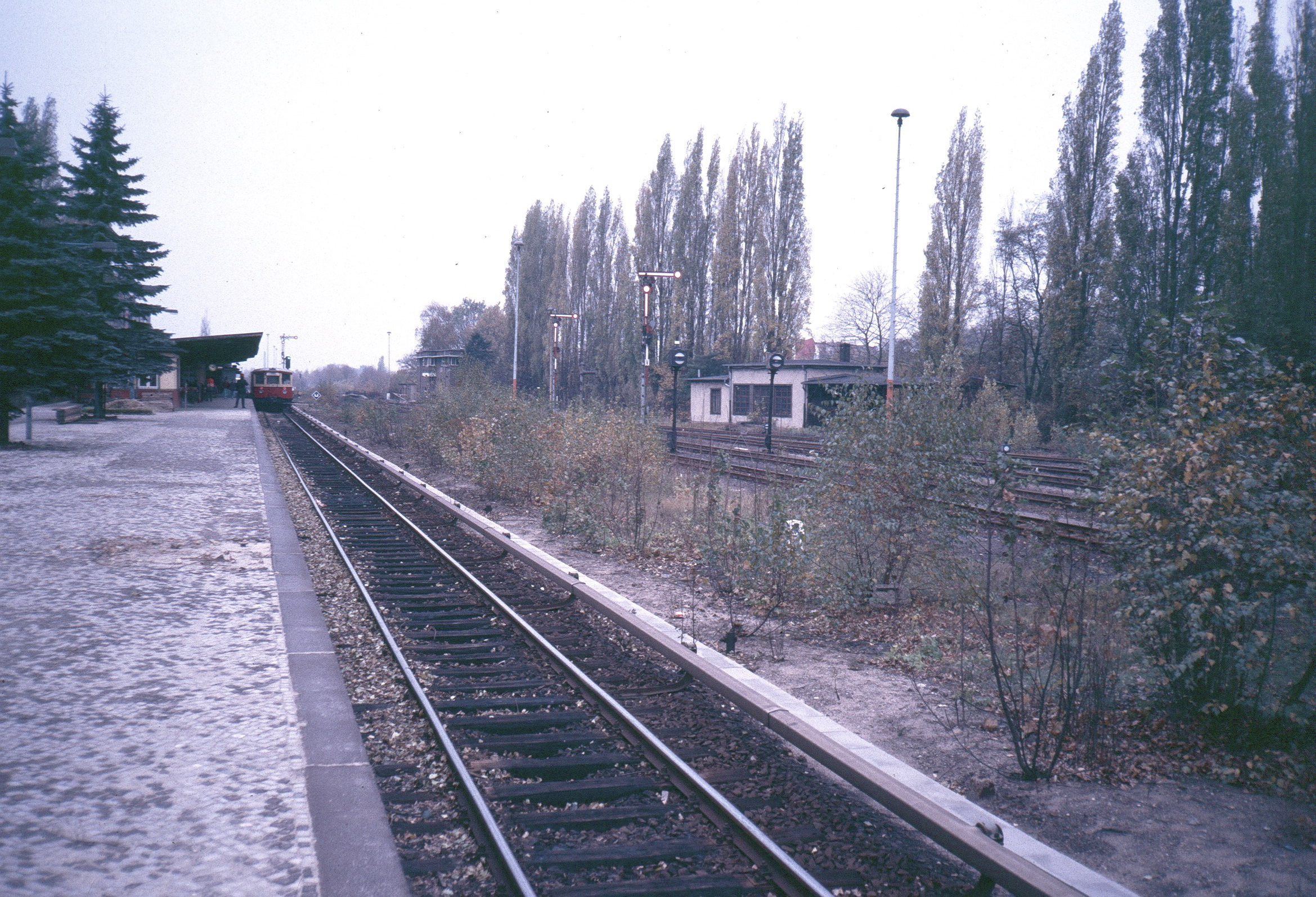
S-Bahnsteig und Nordkopf des Güterbahnhofs, 1986

Zwischen 1901 und 1903 wurde die Strecke auf einen Damm gelegt und der Bahnhof im Zuge dieser Arbeiten neu angelegt. Das alte Empfangsgebäude wurde dabei abgerissen. Zeitgleich erfolgte die Anlage eines eigenen Ferngleispaares für die Nordbahn, die Ausfädelung der Kremmener Bahn wurde ebenfalls getrennt. Dadurch wurde der Bahnhof nur noch von Vorortzügen bedient.
Ab dem 5. Juni 1925 verkehrten die ersten elektrischen Züge auf dieser Strecke. Dadurch wurde der Bahnhof zum S-Bahnhof. Mit der Elektrifizierung der Kremmener Bahn zwei Jahre später wurde der Mischbetrieb mit Dampflokomotiven eingestellt. Im Mai 1938 wurde der Bahnhof in Berlin-Schönholz umbenannt.
Im Jahr 1945 ruhte der Verkehr kriegsbedingt für einige Wochen.
Am 9. Januar 1984 ging die Betriebsführung der West-Berliner S-Bahn von der Deutschen Reichsbahn auf die BVG über. Dabei wurden beide den Bahnhof nutzenden Strecken stillgelegt. Der Bahnhof wurde geschlossen. Bereits am 1. Oktober 1984 wurde er wiedereröffnet, nachdem die Strecke nach Frohnau reaktiviert worden war. Im Jahr 1995 folgte auch die Kremmener Bahn, zunächst nur bis Tegel, seit 1998 auch wieder bis Hennigsdorf.
Der Bahnhof erhielt 2011 im Rahmen der Konjunkturprogramme der Bundesrepublik Deutschland einen Aufzug und ist seitdem barrierefrei zugänglich.
Im Rahmen des Aufbaus eines Elektronischen Stellwerks (ESTW) für die im Bahnhof beginnende Kremmener Bahn gingen die beiden mechanischen Stellwerke des Bahnhofs außer Betrieb, die zuletzt noch die Gleisanlagen des Güterbahnhofs steuerten. Dessen Südkopf wird zukünftig als Bahnhofsteil in das ESTW Bornholmer Straße eingebunden. Gleichzeitig erfolgte ein erheblicher Rückbau von Gleisen und Weichenverbindungen. So sind die Nebengleise aktuell nur noch einseitig angebunden.
Die Deutsche Bahn plant, auf dem Gelände des ehemaligen Güterbahnhofs eine Abstell- und Behandlungsanlage für Fernverkehrszüge zu errichten, bestehend aus sechs Abstell- und zwei Service-Gleisen. Die denkmalgeschützten Gebäude des Güterschuppens und der beiden früheren Stellwerke bleiben voraussichtlich erhalten. Das nötige Planfeststellungsverfahren soll bis 2025 durchgeführt werden. DB Fernverkehr beantragte das Planfeststellungsverfahren am 16. November 2022. Die Unterlagen sollen vom 5. August bis 4. September 2024 öffentlich ausgelegt werden.

## Anbindung
Der S-Bahnhof wird von den Linien S1, S25 und S85 der Berliner S-Bahn bedient. Es bestehen Umsteigemöglichkeiten zu den Omnibuslinien 150, 327 und N52 der BVG.
| Linie | Verlauf |
| ----- | --- |
|       | Oranienburg – Lehnitz – Borgsdorf – Birkenwerder – Hohen Neuendorf – Frohnau – Hermsdorf – Waidmannslust – Wittenau (Wilhelmsruher Damm) – Wilhelmsruh – Schönholz – Wollankstraße – Bornholmer Straße – Gesundbrunnen – Humboldthain – Nordbahnhof – Oranienburger Straße – Friedrichstraße – Brandenburger Tor – Potsdamer Platz – Anhalter Bahnhof – Yorckstraße (Großgörschenstraße) – Julius-Leber-Brücke – Schöneberg – Friedenau – Feuerbachstraße – Rathaus Steglitz – Botanischer Garten – Lichterfelde West – Sundgauer Straße – Zehlendorf – Mexikoplatz – Schlachtensee – Nikolassee – Wannsee |
|       | Hennigsdorf – Heiligensee – Schulzendorf – Tegel – Eichborndamm – Karl-Bonhoeffer-Nervenklinik – Alt-Reinickendorf – Schönholz – Wollankstraße – Bornholmer Straße – Gesundbrunnen – Humboldthain – Nordbahnhof – Oranienburger Straße – Friedrichstraße – Brandenburger Tor – Potsdamer Platz – Anhalter Bahnhof – Yorckstraße – Südkreuz – Priesterweg – Südende – Lankwitz – Lichterfelde Ost – Osdorfer Straße – Lichterfelde Süd – Teltow Stadt |
|       | Frohnau – Hermsdorf – Waidmannslust – Wittenau (Wilhelmsruher Damm) – Wilhelmsruh – Schönholz – Wollankstraße – Bornholmer Straße – Schönhauser Allee – Prenzlauer Allee – Greifswalder Straße – Landsberger Allee – Storkower Straße – Frankfurter Allee – Ostkreuz – Treptower Park – Plänterwald – Baumschulenweg – Schöneweide (– Johannisthal – Adlershof – Grünau) |